# Crissier
Crissier es una comuna suiza situada en el distrito del Ouest lausannois, en el cantón de Vaud. Tiene una población estimada, a fines de mayo de 2024, de 10 049 habitantes.